# InfoCision Stadium-Summa Field
O InfoCision Stadium-Summa Field é um estádio localizado em Akron, Ohio, Estados Unidos, possui capacidade total para 30.000 pessoas, é a casa do time de futebol americano universitário Akron Zips football da Universidade de Akron. O estádio foi inaugurado em 2009.